# رادها موهان سينغ
رادها موهان سينغ (بالهندية: राधा मोहन सिंह)‏ (بالإنجليزية: Radha Mohan Singh)‏ هو سياسي هندي، ولد في 1 سبتمبر 1949. حزبياً، نشط في بهاراتيا جاناتا. وقد انتخب عضو لوك سابها السادسة عشر ‏ عن دائرة Purvi Champaran Lok Sabha constituency ‏ وقد انضم خلال فترته النيابية ‏ للكتلة البرلمانية بهاراتيا جاناتا وانتخب عضو لوك سابها ‏.